# Rade b. Rendsburg
Rade bei Rendsburg er en kommune og en by i det nordlige Tyskland, beliggende i Amt Eiderkanal i den centrale del af Kreis Rendsborg-Egernførde. Kreis Rendsborg-Egernførde ligger i den centrale del af delstaten Slesvig-Holsten.

## Geografi
Rade ligger cirka 5 km nordøst for Rendsborg ved Kielerkanalen. Mod vest løber Bundesautobahn 7 fra Rendsborg mod Slesvig by og mod syd Bundesautobahn 210 fra Rendsborg mod Kiel. Europabrücke der fører Bundesautobahn 7 over Kielerkanalen kaldes også „Rader Hochbrücke“. Den fører over diet Rader Insel, hvis største del ligger i kommunen.